# ديدبول 2 (فلم)
ديدبول 2 (بالإنجليزية: Deadpool 2) هو فيلم بطل خارق صدر عام 2018 مبني على شخصية ديدبول الموجودة في قصص مارفل المصورة. الفيلم هو الإصدار الحادي عشر في سلسلة أفلام إكس مان وتكملة لفيلم سنة 2016 ديدبول. الفيلم من إخراج ديفيد ليتش وسيناريو من كتابة ريت ريسو وبول ويرنك ورايان رينولدز. رايان رينولدز يجسد دور ديدبول ويشاركه التمثيل جوش برولين ومورينا باكارين وتي جاي ميلر وليزلي أوغامس وبريانا هيلدبراند. في الفيلم يجمع ديبول فريق خاص تحت اسم إكس فورس (بالإنجليزية x-force) لحماية طفل متحول من قاتل يدعى كايبل.
تم تصوير ديبول 2 في كولومبيا البريطانية بكندا من يونيو إلى أكتوبر 2017. لقيت الدوبلير جوي هاريس مصرعها أثر حداث دراجة أثناء التصوير.
عرض الفيلم في الولايات المتحدة بتاريخ 18 مايو 2018 وتلقى مراجعات إيجابية من النقاد الذين مدحوا حسه الفكاهي وأداء الشخصيات ومشاهد الحركة، ورأى بعضهم أنه أفضل من جزئه الأول.
موسيقي الفيلم التصورية تضمنت الأغنية «رماد» للمغنية سيلين ديون.
صدر الفيلم في الولايات المتحدة في 18 مايو 2018. وقد حقق أكثر من 734 مليون دولار في جميع أنحاء العالم، مما يجعله سادس أعلى فيلم ربحية لعام 2018، بالإضافة إلى ثالث أعلي فيلم من حيث الإيرادات تحت التصنيف «للكبار فقط». تم إصدار نسخة موسعة في أغسطس 2018، وسيتم إصدار نسخة من الفيلم مناسبة لمن فوق الثالثة عشر من العمر في ديسمبر 2018. وسيتم إنتاج جزء ثالث للفيلم.

## الحبكة
بعد نجاته من هجوم مميت، يكافح النادل مشوه الهيئة (وايد ويلسون) من أجل تحقيق حلمه في أن يصبح ساقي البار الأكثر جاذبية بمطاعم وحانات (مايبيري)، بينما يحاول جاهدًا تعويض حاسة تذوقه المفقودة. وسعيًا لاستعادة الإثارة بحياته من جديد، يصبح لزامًا عليه أن يواجه محاربي النينجا، منظمة (الياكوزا) الإجرامية، وشخصيات أخرى لا تقل خطورة عنهما؛ ليكتشف خلال معاركه معهم أهمية عائلته، أصدقائه، ومنافع علاقته مع محبوبته.

## البطولة
- رايان رينولدز بدور ويد ويلسون/ديدبول
- مورينا باكارين بدور فانيسا/كوبيكات
- تي جاي ميلر بدور ويسل
- ليزلي أوغامس بدور بلايند أل
- بريانا هيلدبراند بدور إيلي فيمستر
- زازي بيتز بدور نينا ثورمان / دومينو
- جوش برولين بدور ناثان سامرس
- جاك كيسي بدور بلاك توم كاسيدي

## الإستقبال

### الإصدار
صدر الفيلم في الولايات المتحدة في 18 مايو 2018.و في مصر في 27 يونيو 2018.

### الإيرادات
اعتبارًا من 27 سبتمبر 2018، حقق الفيلم إيرادات تقدر ب 318.5 مليون دولار في الولايات المتحدة وكندا، و 415.8 مليون دولار في باقي أنحاء العالم، ليصل إجماليها إلى 734.2 مليون دولار في جميع أنحاء العالم، كانت ميزانية إنتاج الفيلم تبلغ 110 ملايين دولار.

## روابط خارجية
- مقالات تستعمل روابط فنية بلا صلة مع ويكي بيانات